# Neckeropsis andamana
Neckeropsis andamana är en bladmossart som beskrevs av Fleischer 1908. Neckeropsis andamana ingår i släktet Neckeropsis och familjen Neckeraceae. Inga underarter finns listade i Catalogue of Life.